# 伊苏V 失落的砂之都凯芬
《伊苏V 失落的砂之都凯芬》是日本Falcom开发，并于1995年在超级任天堂发行的动作角色扮演游戏，为伊苏系列第五代游戏。2006年太东发行PlayStation 2版。

## 玩法
《伊蘇V》遊戲界面和以往的伊蘇作品相似，屏幕上方顯示遊戲地圖，下方顯示金錢、經驗值、玩家角色和敵人的生命槽。和系列以往的碰撞攻擊系統不同，本作玩家需要手動按鍵攻擊。

## 情节
《伊苏V》故事時間點在《伊蘇III》菲爾佳娜事件之後。尋求新的冒險的亞特魯隻身來到了阿弗羅卡大陸的港口城鎮森德里亞。在此接受了委託，調查傳說中500年前因鍊金術而繁榮的幻之都市凱芬。沿著行蹤不明的冒險者斯坦的足跡，探索在尋找幻之都市中有著關鍵作用的水晶，而展開了冒險。

## 登場人物
- 亞特鲁·克里斯汀（Adol Christin）

紅髮少年，伊蘇本篇系列的主角。
本作來到了森德里亞接受委託，調查傳說中因鍊金術而繁榮的幻之都市凱芬。
- 妮娜（Niena）

冒險者斯坦的養女。
五年前在斯哈拉大沙漠中喪失了記憶，被冒險者斯坦救回之後就被收養。
- 瑪夏（Mallea）

拉姆森的女鍊金術師。
- 威利

仰慕亞特魯的年輕人。
- 斯坦

調查幻之都市凱芬的冒險者。於三年前下落不明。
- 蒂菈（Terra）

盜賊家族伊布魯家族的小女兒。
- 佛雷斯塔

在佛雷斯塔村外的洞窟中沉眠於水晶內的女子。
- 斯特卡

努力營救被困在水晶中的佛雷斯塔之神秘男子。
- 多曼

森德里亞地方上的有力人士。
委託亞特魯探索幻之都市凱芬，然而卻有其它的計畫。